# Самбу Сіссоко
Самбу Сіссоко (фр. Sambou Sissoko; нар. 27 квітня 1999, Кламар, Мінас-Жерайс, Франція) — французький футболіст, правий захисник полтавської «Ворскли».

## Ранні роки
Народився у французькому місті Кламар у родині етнічних малійців. Має французьке громадянство.

## Клубна кар'єра

### «Тур»
Народився у Кламарі. Самбу Сіссоко швидко помітили скаути «Тура». Свій перший матч на професійному рівні провів 8 серпня 2017 року у переможному (4:1) поєдинку Кубку Ліги проти «Ніора». Три дні по тому зіграв свій перший матч у Лізі 2, проти «Реймса». Самбу вийшов на поле на останні 15 хвилин замість Анатоля Нгамуколя. За два сезони провів 31 матч.

### «Реймс»
30 січня 2019 року перейшов до представника Ліги 1 «Реймса», з яким підписав свій перший професійний контракт. Дебютував за нову команду 30 жовтня 2019 року у переможному (2:1) поєдинку Кубку ліги проти «Бург-ан-Бресса». Свій перший матч у Лізі 1 зіграв два місяці по тому, 8 грудня 2019 року проти «Сент-Етьєна».

### «Кевії»
30 червня 2021 року відданий в оренду «Кевії», щоб отримати більше ігрового часу. Дебютував у складі нормандського клубу 13 листопада 2020 року в матчу 13-го туру Національного чемпіонату проти «Шоле». Провів 18 матчів та відзначився 1-м голом.

### «Серен»
1 липня 2022 року підписав контракт з бельгійським клубом «Серен». Дебютував у Лізі Жупіле 23 липня 2022 року в програному (0:2) поєдинку проти «Зюлте-Варегем». Своїм першим голом на професіональному рівні відзначився 7 серпня 2022 року в програному (1:3) поєдинку проти «Андерлехта».

### «Ворскла»
14 лютого 2024 року вільним агентом підписав контракт з «Ворсклою». У футболці полтавського клубу дебютував 26 лютого 2024 року в програному (0:1) виїзному поєдинку 18-го туру Прем'єр-ліги України проти луганської «Зорі». Самбу вийшов на поле в стартовому складі, а на 83-й хвилині його замінив Тарас Галас.

## Кар'єра в збірній
Виступав за юнацькі та молодіжну збірні Франції.

## Статистика виступів

### Клубна
станом на 7 березня 2020 року
| Сезон             | Команда           | Чемпіонат         | Чемпіонат | Чемпіонат | Нац. кубок | Нац. кубок | Нац. кубок | Конт. кубок | Конт. кубок | Конт. кубок | Інші кубки | Інші кубки | Інші кубки | Загалом | Загалом |
| Сезон             | Команда           | Змаг.             | Матчі     | Голи      | Змаг.      | Матчі      | Голи       | Змаг.       | Матчі       | Голи        | Змаг.      | Матчі      | Голи       | Матчі   | Голи    |
| ----------------- | ----------------- | ----------------- | --------- | --------- | ---------- | ---------- | ---------- | ----------- | ----------- | ----------- | ---------- | ---------- | ---------- | ------- | ------- |
| 2017-2018         | «Тур»             | Л2                | 12        | 0         | КФ+КФЛ     | 1+3        | 0          | -           | -           | -           | -          | -          | -          | 16      | 0       |
| 2018-2019         | «Тур»             | НАЦ               | 14        | 0         | КФ+КФЛ     | 0+1        | 0          | -           | -           | -           | -          | -          | -          | 15      | 0       |
| Загалом за «Тур»  | Загалом за «Тур»  | Загалом за «Тур»  | 26        | 0         |            | 5          | 0          |             | -           | -           |            | -          | -          | 31      | 0       |
| 2019-2020         | «Реймс»           | Л1                | 3         | 0         | КФ+КФЛ     | 1+0        | 0          | -           | -           | -           | -          | -          | -          | 4       | 0       |
| Усього за кар'єру | Усього за кар'єру | Усього за кар'єру | 29        | 0         |            | 6          | 0          |             | -           | -           |            | -          | -          | 35      | 0       |